# Prémio Branquinho da Fonseca de Conto Fantástico
O Prémio Branquinho da Fonseca de Conto Fantástico é um prémio literário instituído pela Câmara Municipal de Cascais, de forma a homenagear o escritor e antigo director do Museu-Biblioteca Condes de Castro Guimarães.
O prémio é entregue anualmente a trabalhos inéditos na língua portuguesa de autores portugueses. É atribuído desde 1995.

## Vencedores
- 1995 – Renato Filipe Cardoso  com Oitos contos e mais alguns trocos
- 1996 – Carlos Alberto Vilela com Etopeia. Relato das cousas que houve em o anno (a quem os cristãos, riscando a verdade, chamam da graça do Senhor) de mil trezentos e quarenta e cinco
- 2000 – António Sá com A falésia
- 2003 – Paulo Sarmento com Homenagem à gravidade
- 2006 – Emília Ferreira com Os barqueiros do rio cheio
- 2009 – Rui Herbon com A chave; Marlene Ferraz com A dança das borboletas